# Szenna
Szenna is een plaats (község) en gemeente in het Hongaarse comitaat Somogy. Szenna telt 760 inwoners (2001).